# 2000年夏季奥林匹克运动会申办过程
有8个城市向国际奥委会提出申办2000年夏季奥林匹克运动会和夏季残奥会，其中包括澳大利亚悉尼、中国北京、英国曼彻斯特、德国柏林、土耳其伊斯坦堡、巴西巴西利亚、意大利米兰和乌兹别克塔什干，但只有五个成为候选城市（悉尼、北京、曼彻斯特、柏林、伊斯坦堡），最终悉尼于1993年9月23日在摩纳哥举办的国际奥林匹克委员会第101次全体会议上取得这两项赛事的主办权。

## 申办情况

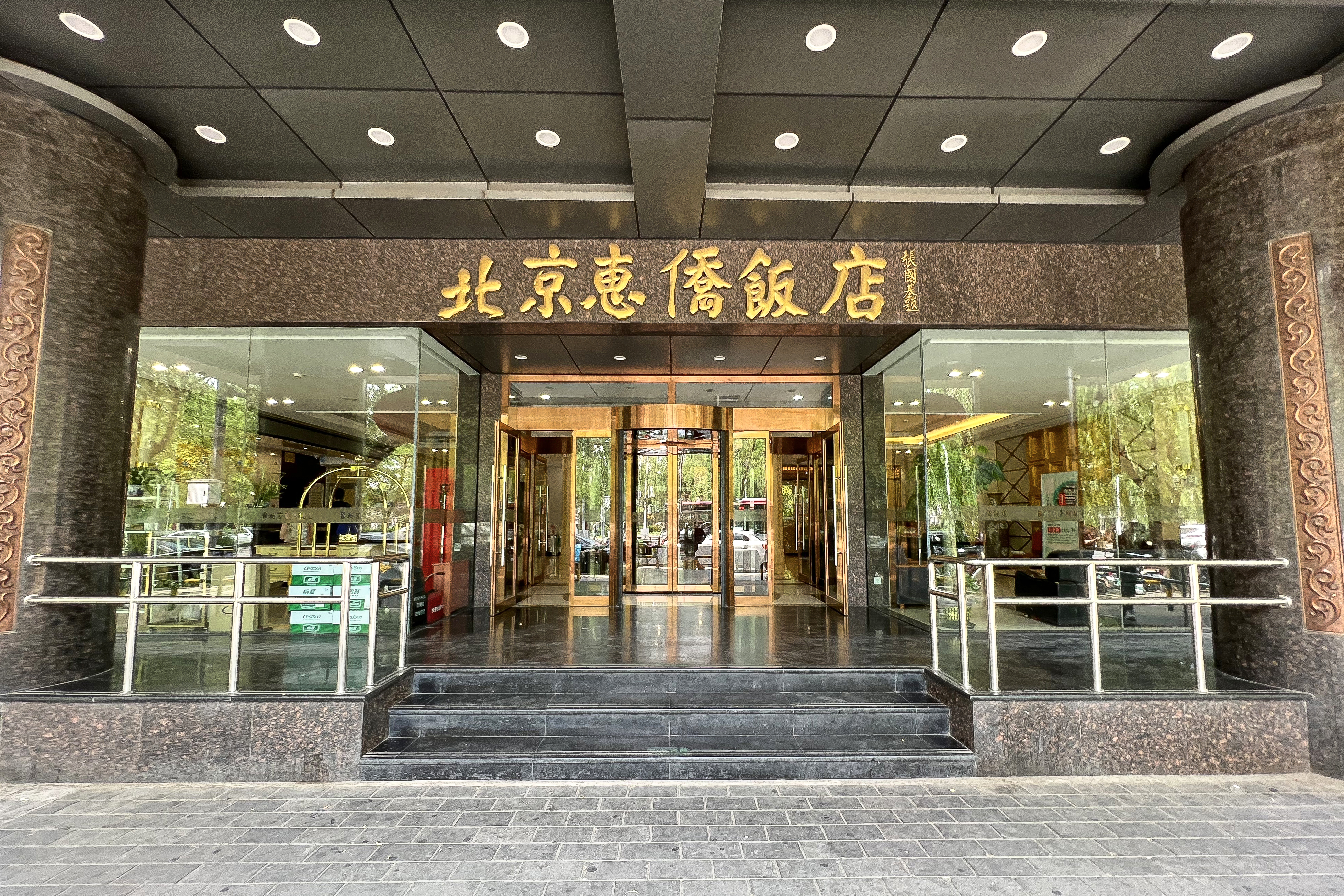
北京2000年奥林匹克运动会申办委员会所在的惠侨饭店（摄于2023年5月）

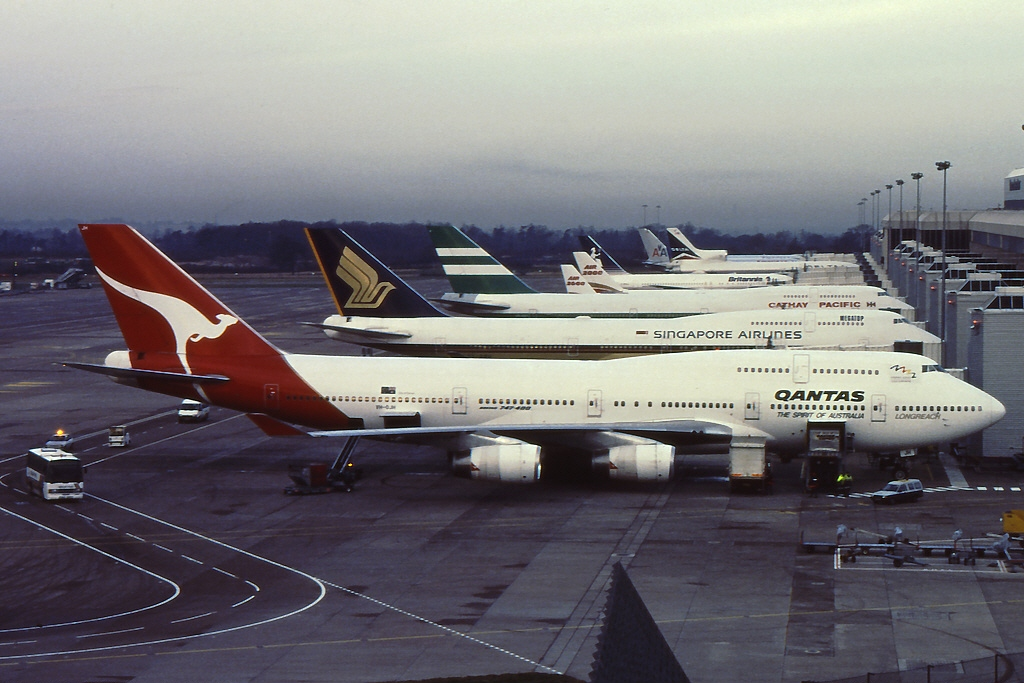
澳洲航空一架在駕駛艙舷窗後貼有悉尼申奧標識的波音747-400在曼徹斯特機場；悉尼和曼彻斯特均为本次申奥城市

巴西首都巴西利亚和意大利米兰计划申办2000年奥运会，但中途放弃，其中米兰在提交申办书后不久即放弃申办，巴西利亚则在国际奥委会评估团考察后因设施不够标准而放弃申办。塔什干亦参与了这次申奥，以获取对乌兹别克斯坦存在性及独立性的承认，但不久便放弃申办。
柏林是申办过程早期的领先者，其申奥动机是以举办新千年第一届奥运会结束两德统一后的第一个十年。但对申奥的支持在反奥运示威者于摩纳哥投票前四天的游行后被破坏。曼彻斯特的申办计划被认为强有力，但由于曼彻斯特城区仍需重建，且其向国际奥委会播放的申办视频中多次出现伦敦地标，其申奥计划被英国媒体痛批为“处在身份危机中”的申办。
北京于1991年2月26日向中国奥委会提交《主办2000年第二十七届奥林匹克运动会申请书》，12月4日向国际奥委会递交申办书，八个候选城市于1992年4月16日被确定。
曼彻斯特、柏林和伊斯坦布尔在全会初期即被淘汰，仅剩下北京和悉尼继续竞争。国际奥委会主席胡安·安东尼奥·萨马兰奇在宣布主办城市前感谢了五个候选城市，其中北京排在第一位，多数中国人因此误认为北京已经申奥成功，便开始庆祝，但很快就停止了这些动作。最终，悉尼以2票的优势获得2000年夏季奥运会的主办权。
国际残疾人奥林匹克委员会随后宣布悉尼获得2000年夏季残奥会的主办权。

## 澳大利亚贿赂丑闻
1999年1月22日，澳大利亚奥委会主席约翰·考兹举办新闻发布会公开承认，澳大利亚奥委会主席科茨在1993年9月22日晚在蒙特卡罗一家饭店宴请非洲两名国际奥委会委员：肯尼亚的穆克拉和乌干达的恩扬维索，并送给每人3.5万美元现金。科茨说：“我当时想，我们应该向这些委员们表达出我们期望获胜的愿望。我个人认为，这件事会鼓励他们投悉尼一票。”
2022年5月，英国卫报曝光更多细节，指考兹为來自非洲國家的運動員和教練員提供奖学金，并安排他们在澳大利亞體育學院進行訓練，費用後來被披露已達到200萬美元，考兹坦白承認這一計劃對確保奧運會“非常重要”。

## 北京反应
据《纽约时报》报道，北京市的大学生在得知申奥失败后计划前往美国驻华大使馆游行，警察随即前往北京各大高校阻止这一行动。当时也一度流传北京市副市长张百发声称北京将抵制1996年夏季奥林匹克运动会的消息，不过随后被证实是澳大利亚媒体对张百发的话断章取义。中国既没有抵制亚特兰大奥运会，台海两岸各大报章的社论亦无过激反应，1994年远东及南太平洋残疾人运动会的筹办工作亦未受影响，北京也于1998年开始再次申奥，并在2001年莫斯科的国际奥林匹克委员会第112次全体会议上成为2008年夏季奥林匹克运动会的举办城市。在1993年申奥结果公布后，中国奥委会秘书长魏纪中称：“我们当然很失望，但是悉尼的做法符合体育精神，我们为他们高兴。”
1993年北京申奥失败一事，后来被中国传媒称为“兵败蒙特卡洛”。

## 阴谋论

### 朝鲜没有投票传闻
曾有说法认为當時造成勝負的2票差距，也包含了朝鮮的「跑票」：1992年，中國不顧朝鮮的反對，與韓國建交；朝方便將跑票作為報復手段，兩國領袖高峰會甚至因此中斷約十年。但由于当时全体委员秘密投票表决，朝鲜未投给北京的说法也遭到质疑。据《何振梁 五环之路》一书：
```
 朝鲜委员金俞顺本来已经离开体育岗位，不再担任本国奥委会主席而出任朝鲜驻罗马尼亚大使，一般已不参加奥林匹克的活动；但是为了支持北京申办，他的国家支持他去摩纳哥投北京的票。
```

北京奥申委副秘书长兼外联部长张清披露，中国2000年申奥失败幕后：
```
 对朝鲜金俞顺委员，何振梁同志认为：“本来他已经离开体育岗位，不再担任本国奥委会主席而出任朝鲜驻罗马尼亚大使，一般已不参加奥林匹克的活动。但为了支持北京申办，他的国家支持他去摩纳哥投北京的票。”直到2006年11月，早已离开国家体育总局局长岗位的
伍绍祖
同志对此问题，不得不再次通过中央电视台站出来说明：“朝鲜的国际奥委会委员金俞顺同志曾是
金日成
主席的
警卫员
，我与他私交很好，我了解他，他是一位优秀的共产党员，他肯定投了我们的票。”伍绍祖、何振梁这些体育界的老领导通过媒体和书刊的澄清，应是可信的。
```

### 北京市抵制亚特兰大奥运会传闻
1993年9月17日下午，国际奥委会委员何振梁从萨马兰奇处得知，几家通讯社分别从悉尼和蒙特卡洛发出消息，说北京市副市长张百发于8月31日在北京接受了澳大利亚特别节目广播事业局的采访。几个通讯社的新闻称，张说，如果因美国国会的阻挠而使北京申办失败，中国要抵制1996年亚特兰大奥运会加以报复。
经过事后了解，在1993年8月31日澳大利亚特别节目广播事业局采访张百发时，他确曾对美国国会违反奥林匹克原则、干涉中国人民申办奥运会的权利，表达了十分气愤的心情。他同澳大利亚电视台记者说，我们完全有理由对美国进行报复，但我们不会那样做，因为我们一贯支持奥林匹克运动。张百发并没有说“抵制亚特兰大奥运会”，然而特别节目广播事业局对这段采访断章取义，在表决前夕播出，并且把内容事先透露给西方各大通讯社。澳大利亚特别节目广播事业局的报道使得何振梁不得不多次向当天下午参与新闻发布会的记者澄清“不存在中国抵制亚特兰大奥运会的问题”、“我再重复一遍，不论蒙特卡洛的表决结果如何，我们将参加利勒哈默尔冬奥会和亚特兰大奥运会”。何振梁的妻子认为，“澳方的真实意图就是在临近表决之时，突然投下一颗重磅炸弹，以遏制北京正在不断上升的气势，使北京难以在短短的最后关头翻过身来”。

## 结果
| 候选城市   | 国家奥委会 | 第一轮 | 第二轮 | 第三轮 | 第四轮 |
| ---------- | ---------- | ------ | ------ | ------ | ------ |
| 悉尼       |            | 30     | 30     | 37     | 45     |
| 北京       | 中国       | 32     | 37     | 40     | 43     |
| 曼彻斯特   | 英国       | 11     | 13     | 11     | —      |
| 柏林       | 德国       | 9      | 9      | —      | —      |
| 伊斯坦布尔 | 土耳其     | 7      | —      | —      | —      |

### 申办文件
- Beijing 2000 Summary（页面存档备份，存于）
- Berlin 2000 Volume 1（页面存档备份，存于）
- Berlin 2000 Volume 2.1（页面存档备份，存于）
- Berlin 2000 Volume 2.2（页面存档备份，存于）
- Berlin 2000 Volume 2.3（页面存档备份，存于）
- Berlin 2000 Volume 2.4（页面存档备份，存于）
- Berlin 2000 Volume 2.5（页面存档备份，存于）
- Berlin 2000 Volume 2.6（页面存档备份，存于）
- Berlin 2000 Volume 2.7（页面存档备份，存于）
- Berlin 2000 Volume 3（页面存档备份，存于）
- Manchester 2000 Volume 1（页面存档备份，存于）
- Manchester 2000 Volume 2（页面存档备份，存于）
- Manchester 2000 Volume 3（页面存档备份，存于）